# Потхонган (гостиница)
Потхонган (кор. 보통강 호텔) — гостиница в столице Корейской Народно-Демократической Республики Пхеньяне. 
Иное правописание — «Потонган». 
Название гостиницы относится к корейской реке Потхонган. Объект специально предназначен для иностранных туристов. В здании девять этажей и 162 комнаты. Отель был построен в 1970-х годах. В начале 1990-х годов после встречи с Ким Ир Сеном здание купил корейский общественный и религиозный деятель, уроженец Северной Кореи, Мун Сон Мён (1920–2012). В конце 1990-х годов гостиница была модернизирована. 
Отель расположен в Пхеньяне в районе Пхёнчхон в квартале Ансан. Гости имеют доступ к ресторанам, бару, бассейну, караоке и крытому гольфу. Во всех номерах есть кондиционер.